# 马尔菲萨·埃斯特宫

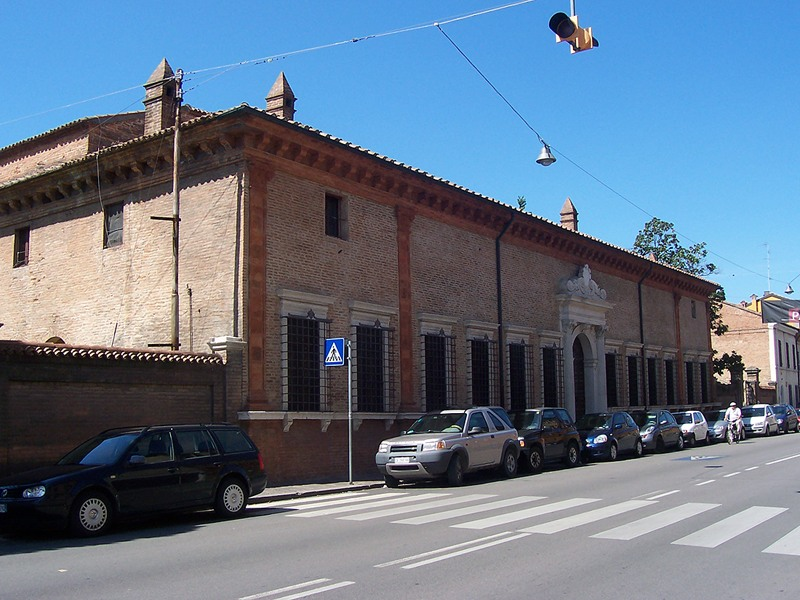
马尔菲萨·埃斯特宫

马尔菲萨·埃斯特宫（Palazzina Marfisa d’Este）是一座文艺复兴风格的历史建筑，曾经郊区, 有时被称为别墅，坐落在Corso Giovecca 170号，意大利费拉拉市中心以东。

## 历史
宫殿最出名的是它的前主人。马尔菲萨·埃斯特是马萨伦巴达侯爵弗朗西斯科·埃斯特的两个非法女儿之一，弗朗西斯科是费拉拉公爵阿方索·埃斯特和卢克雷齐亚·波吉亚的次子。马尔菲萨出生约1554年，以史诗《疯狂的奥兰多》中的一个人物命名。她在1573年被教宗额我略十三世合法化，她的第一次婚姻很短暂，而第二次婚姻延续了二十年之久。
她的父亲和叔叔埃尔科莱二世·埃斯特去世后，两人都没有男性后嗣。她未获准继承埃斯特的家业。然而，她逃脱了被流放的命运，成为唯一获准留在费拉拉的埃斯特家族后裔，住在这个别墅里，直到于1608年去世。
马尔菲萨去世后，该建筑属于第二任丈夫Cybo-马拉斯皮纳家族，直到1861年归属市政当局。宫殿年久失修，可移动的艺术品和家具出售。1910年，修复后成为博物馆，并于1938年开幕。